# Руффио, Жак
Жак Руффио (фр. Jacques Rouffio; 14 августа 1928 — 8 июля 2016) — французский кинорежиссёр и сценарист.

## Биография
Родился в Марселе на юге Франции. Кинематографическую карьеру начал в 1963 году в качестве помощника режиссёра на съёмках таких картин, как «Головой об стену», «Незначительные люди», «Джентльмен из Эпсома» и многих других, где получил опыт работы с такими режиссёрами как  Анри Вернёй, Бернар Бордери, актёрами Жаном Габеном, Луи де Фюнесом, Жаном Лефевром и другими. Первой самостоятельной режиссёрской работой стал фильм «Горизонт», который получил чрезвычайно негативные отзывы кинокритиков. Возможность снять следующую картину Жак Руффио получил только в 1975 году. Ею стала криминальная драма «Семь смертей по рецепту». Эта работа была хорошо принята публикой и критикой. Она была номинирована на 4 премии Сезар, в том числе за лучший фильм и за лучший оригинальный или адаптированный сценарий. Спустя два года в фильме «Сахар» кинематографист вновь снимает дуэт ведущих актёров из предыдущей ленты — Ж. Депардьё и М. Пикколи, — и вновь добивается зрительского успеха. В 1982 году Жаку Руффио удаётся вывести популярную актрису Роми Шнайдер из депрессии (за год до этого в результате несчастного случая погиб её сын) и уговорил сразу на две главные роли в фильме «Прохожая из Сан-Суси». Актриса скончалась от сердечного приступа вскоре после премьеры. Дальнейшее творчество режиссёра не было отмечено значительными победами и достижениями.

## Избранная фильмография
| Год  |   | Русское название         | Оригинальное название        | Роль                |
| ---- | - | ------------------------ | ---------------------------- | ------------------- |
| 1967 | ф | Горизонт                 | L'Horizon                    | режиссёр, сценарист |
| 1975 | ф | Семь смертей по рецепту  | Sept morts sur ordonnance    | режиссёр, сценарист |
| 1977 | ф | Виолетта и Франсуа       | Violette et François         | режиссёр            |
| 1978 | ф | Сахар                    | Le Sucre                     | режиссёр, сценарист |
| 1982 | ф | Прохожая из Сан-Суси     | La Passante du Sans-Souci    | режиссёр, сценарист |
| 1986 | ф | Мой зять убил мою сестру | Mon beau-frère a tué ma sœur | режиссёр, сценарист |
| 1986 | ф | Состояние исступления    | L'État de grâce              | режиссёр, сценарист |
| 1989 | ф | Красная капелла          | L'Orchestre rouge            | режиссёр            |